# Brachycorythis macowaniana
Brachycorythis macowaniana är en orkidéart som beskrevs av Heinrich Gustav Reichenbach. Brachycorythis macowaniana ingår i släktet Brachycorythis och familjen orkidéer. Inga underarter finns listade i Catalogue of Life.